# Эмента, Аносике
Аносике Виктор Эмента (дат. Anosike Victor Ementa; род. 3 мая 2002, Дания) — датский футболист нигерийского происхождения, нападающий клуба «Виборг».

## Клубная карьера
Эмента — воспитанник клуба «Анисси» и «Хельсингёр». 13 декабря 2020 года в матче против «Эсбьерга» он дебютировал в Первом дивизионе Дании в составе последнего. В 2021 году Эмента перешёл в «Ольборг». 22 ноября в матче против «Сённерйюска» он дебютировал в датской Суперлиге.
Летом 2023 года Эмента перешёл в «Виборг». 24 июля в матче против «Норшелланна» он дебютировал за новую команду. 7 августа в поединке против своего бывшего клуба «Ольборга» Аносике забил свой первый гол за «Виборг».  